# Catedrala din Winchester
Catedrala din Winchester (în engleză Winchester Cathedral), cu hramul „Sfânta Treime”, este un monument de arhitectură gotică din Anglia. 

## Istoric
După invazia lui William Cuceritorul în anul 1066, acesta a început numirea de episcopi normanzi în Anglia. Primul episcop normand de Winchester a fost numit de rege în anul 1070, în persoana lui Walkelin, cu care era în relații de rudenie. Acesta a început în 1079 construcția actualei catedrale. Noul edificiu a fost consacrat în anul 1093.